# Associazione Calcio Ospitaletto 1989-1990
Questa voce raccoglie le informazioni riguardanti l'Associazione Calcio Ospitaletto nelle competizioni ufficiali della stagione 1989-1990.

## Rosa
| N. |                   | Ruolo | Calciatore           |
| -- | ----------------- | ----- | -------------------- |
|    | Italia (bandiera) | D     | Giorgio Ballini      |
|    | Italia (bandiera) | D     | Giuseppe Baronchelli |
|    | Italia (bandiera) | A     | Francesco Boito      |
|    | Italia (bandiera) | P     | Alessandro Bolpagni  |
|    | Italia (bandiera) | D     | Simone Bonassi       |
|    | Italia (bandiera) | C     | Paolo Bonfadini      |
|    | Italia (bandiera) | D     | Daniele Carnasciali  |
|    | Italia (bandiera) | A     | Corrado Cortesi      |
|    | Italia (bandiera) | C     | Omar Danesi          |
|    | Italia (bandiera) | A     | Emanuele Galli       |

| N. |                   | Ruolo | Calciatore           |
| -- | ----------------- | ----- | -------------------- |
|    | Italia (bandiera) | P     | Ivan Gamberini       |
|    | Italia (bandiera) | A     | Cristiano Gregori    |
|    | Italia (bandiera) | C     | Mauro Marmaglio      |
|    | Italia (bandiera) | C     | Massimo Mazzucchelli |
|    | Italia (bandiera) | A     | Stefano Preti        |
|    | Italia (bandiera) | D     | Corrado Ravazzolo    |
|    | Italia (bandiera) | C     | Pietro Strada        |
|    | Italia (bandiera) | D     | Federico Tiberio     |
|    | Italia (bandiera) | D     | Roberto Torchio      |
|    | Italia (bandiera) | C     | Piergiorgio Tovoli   |